# Colonie de Rhode Island et des plantations de Providence
 (décembre 2023).
Si vous disposez d'ouvrages ou d'articles de référence ou si vous connaissez des sites web de qualité traitant du thème abordé ici, merci de compléter l'article en donnant les références utiles à sa vérifiabilité et en les liant à la section « Notes et références ».
1636–1790
Entités suivantes :
- Rhode Island

La colonie de Rhode Island et des plantations de Providence (anglais : Colony of Rhode Island and Providence Plantations) est une des treize colonies  fondatrices des États-Unis et qui deviendra l'État du Rhode Island.

## Origine du nom
Roger Williams nomma la colonie Providence, croyant que Dieu  l'avait amené ici, lui et ses compagnons, nomma les autres îles de la baie de Narragansett d'après le nom de vertus : Patience Island (en), Prudence Island et d'Hope Island (en).
Rhode Island couvre environ 1 942 km2 d'un territoire plutôt plat, sans montagnes. Certains historiens pensent que le nom trouve son origine avec le navigateur Giovanni da Verrazzano, qui en découvrant l’île actuelle de Block Island la compara à l'île méditerranéenne de Rhodes à cause d'une taille et d'une forme similaires. D'autres attribuent le nom à une anglicisation du nom néerlandais de Roode Eyland (« île rouge ») donnée par le navigateur hollandais Adriaen Block aux îles de la baie de Narragansett.

## Histoire
La plantation de Providence est fondée en 1636 par Roger Williams, un théologien, prêcheur baptiste et linguiste sur une terre offerte par un chef Narragansett Canonicus (en). Roger Williams, fuyant les persécutions religieuses de la colonie de la baie du Massachusetts, s'accorda avec ses autres compagnons colons sur une constitution égalitaire qui établissait une majorité de règles "pour les choses civiles" et la "liberté de conscience".
En 1637, la leader baptiste Anne Hutchinson acheta des terres sur Aquidneck Island auprès d'Amérindiens, s'installant à Pocasset, maintenant connue comme Portsmouth. Avec elle, vint son mari William Coddington (en), John Clarke (en) et d'autres colons. D'autres installations de réfugiés suivirent, l'ensemble formant une alliance assez lâche. Cependant, ils recherchaient une reconnaissance ensemble en tant que colonie anglaise en 1643 en réponse aux menaces contre leur indépendance. Le Long Parlement révolutionnaire de Londres leur accorda une charte en mars 1644. Les colons refusèrent d'avoir un gouverneur mais élurent un "président" et un conseil. 
La colonie était très progressiste pour son époque, décidant de lois qui abolissaient les procès des sorcières, l'emprisonnement pour dettes, la plupart des motifs de peine de mort et le 18 mars 1652, l'esclavage aussi bien des noirs que des blancs,.
En 1651, William Coddington obtint de l'Angleterre une charte séparée qui établissait une dénommée Commission de Coddington, qui faisait de Coddington un gouverneur à vie des îles de Rhode Island et du Connecticut dans une fédération avec la colonie du Connecticut et la colonie de la baie du Massachusetts. Protestations, rébellion ouverte et pétitions à Oliver Cromwell à Londres, conduisirent en 1653 à la réinstallation de la première charte.
Après que le gouvernement révolutionnaire anglais ait été renversé en 1660, il fut nécessaire d'obtenir une charte royale du nouveau roi, Charles II d'Angleterre. Charles était alors un sympathisant catholique dans une Angleterre fermement protestante, et approuva la promesse de la colonie d'une liberté religieuse. Il accéda à la requête en 1663, donnant à la colonie de Rhode Island et des plantations de Providence un gouverneur élu et une législature. Dans les années qui suivirent, de nombreux groupes persécutés s'installèrent dans la colonie, notablement des quakers et des Juifs.  La première synagogue d'Amérique du Nord fut construite à Providence.
La colonie fut amalgamée au dominion de Nouvelle-Angleterre en 1686 par Jacques II d'Angleterre, essayant de renforcer l'autorité royale sur les colonies autonomes d'Amérique du Nord britannique. À partir de ce moment, plusieurs lois progressistes furent abolies ou ignorées, dont celle contre l'esclavage. Après la Glorieuse Révolution de 1688, la colonie regagna son indépendance dans le cadre de la charte royale.
Le Rhode Island fut la première des Treize colonies à renoncer à l'allégeance à la Couronne britannique, le 4 mai 1776, mais aussi la dernière d'entre elles à ratifier la constitution des États-Unis.

## Économie
L'économie tournait autour de l'agriculture, particulièrement l'élevage laitier, et la pêche. Le bois d'œuvre et la construction navale devinrent aussi des industries majeures. Ironiquement, la colonie prospéra plus tard avec le commerce d'esclaves, avec la distillation du rhum destiné à être vendu en Afrique, part profitable du commerce triangulaire d'esclaves et de sucre avec les Caraïbes.

## Sources
- (en) Cet article est partiellement ou en totalité issu de l’article de Wikipédia en anglais intitulé « Colony of Rhode Island and Providence Plantations » (voir la liste des auteurs).

## Compléments